# The Cow Puncher's Sweetheart
Pour plus de détails, voir Fiche technique et Distribution.
The Cow Puncher's Sweetheart est un film muet américain réalisé par Sidney Olcott, sorti en 1910 avec Gene Gauntier dans le rôle principal.

## Fiche technique
- Titre original : The Cow Puncher's Sweetheart
- Réalisateur : Sidney Olcott
- Société de production : Kalem Company
- Pays d'origine : États-Unis
- Lieu de tournage :
- Métrage : 296,25 mètres
- Format : Noir et blanc — 35 mm — 1,33:1 — Muet
- Genre : Western
- Durée : 10 minutes
- Date de sortie :
  - États-Unis : 9 septembre 1910 (New York)

## Distribution
- Gene Gauntier